# Myiopharus huascarayus
Myiopharus huascarayus är en tvåvingeart som först beskrevs av Townsend 1917.  Myiopharus huascarayus ingår i släktet Myiopharus och familjen parasitflugor.
Artens utbredningsområde är Peru. Inga underarter finns listade i Catalogue of Life.